# 軌匡

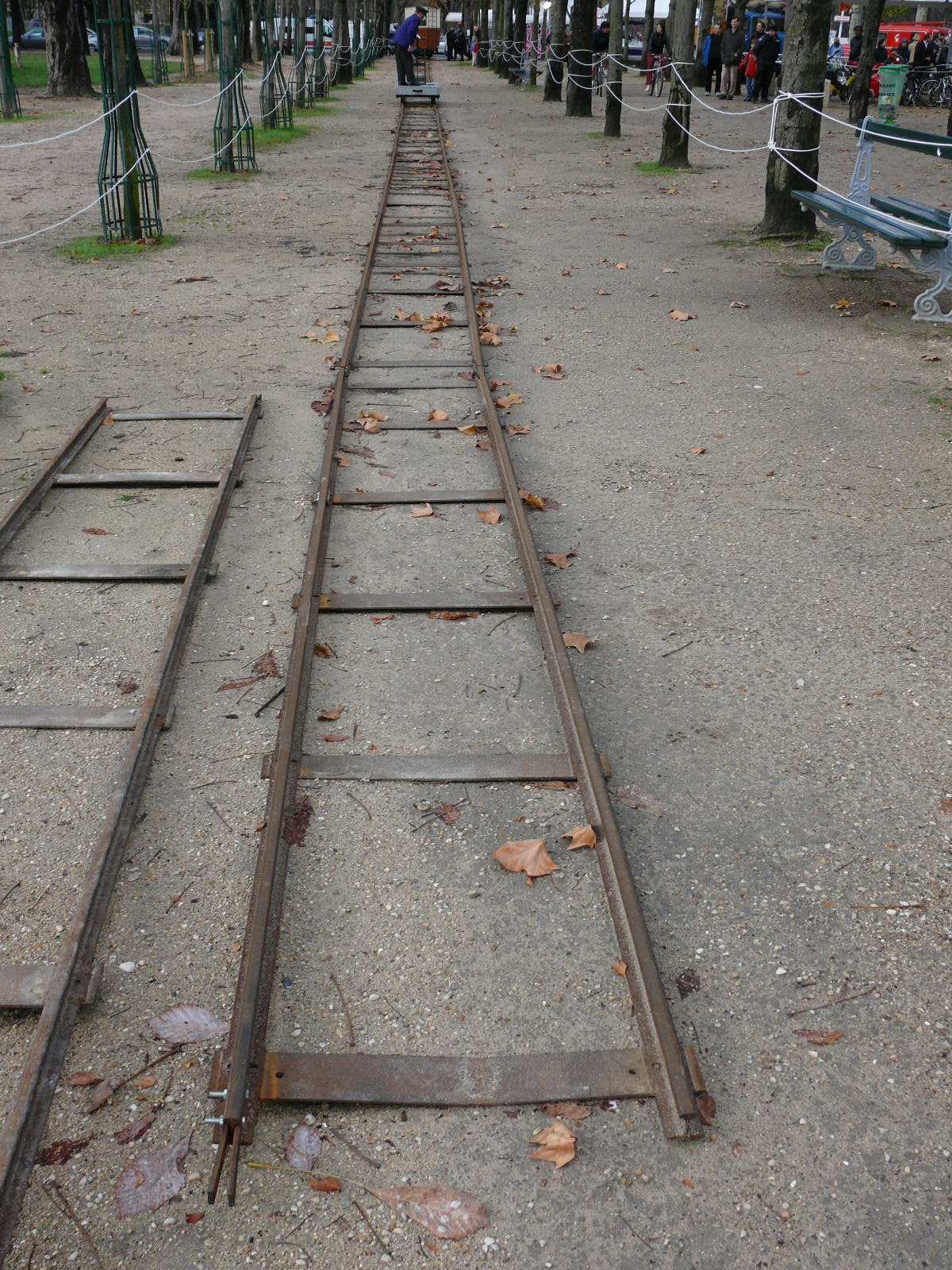
「軌匡」

軌匡（ききょう）とは、レールと枕木を組み合わて一体とし、はしご状にした簡易な線路である。
枕木上に別にレールを敷く通常の方式に比べ、短い工事期間で敷設が可能なため、野戦線路、農業用軽便鉄道、土木工事などで利用された。